# 磷石膏

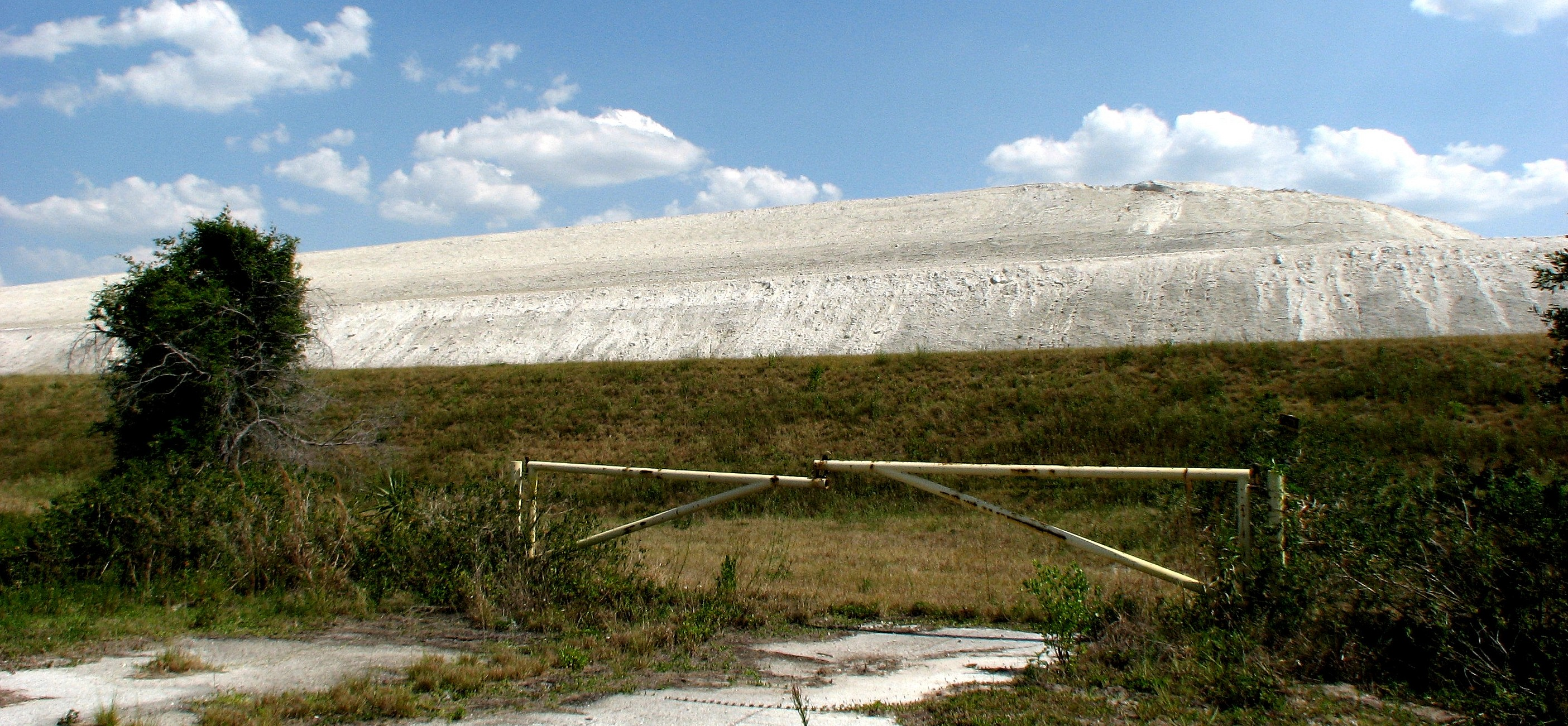
Phosphogypsum stack located near Fort Meade, Florida.

磷石膏是人們用磷矿石製造化肥时所形成的副產品。它的主要成分是石膏（CaSO4-2H2O），即硫酸钙二水合物。虽然石膏是建筑业中广泛使用的原材料，但由于磷石膏含有天然存在的铀、钍及其子体同位素镭、氡、钋等，因而具有微弱的放射性，所以一般人們不使用磷石膏，而是將其无限期储存起來。